# Josef Čtyřoký
Josef Čtyřoký (ur. 30 września 1906 w Pradze, zm. 11 stycznia 1985) – czeski piłkarz grający na pozycji obrońcy. Srebrny medalista MŚ 34. Długoletni zawodnik Sparty Praga.
Urodzony w Smíchovie piłkarz do 1928 był graczem Slavii, w pierwszej lidze debiutował w sezonie 1925/1926. W latach 1928–1930 występował w SK Kladno, w 1930 na niemal dekadę (do 1939) został graczem Sparty. Trzykrotnie był mistrzem Czechosłowacji (1932, 1936, 1938), w 1935 triumfował w Pucharze Mitropa.
W reprezentacji Czechosłowacji zagrał 42 razy. Debiutował 13 czerwca 1931 w meczu ze Szwajcarią, ostatni raz zagrał w 1938. Podczas MŚ 34 zagrał we wszystkich meczach drużyny.